# シュペッサルト (給油艦)
シュペッサルト（ドイツ語：Spessart, A 1442）は、ドイツ海軍の給油艦。レーン級給油艦の2番艦。艦名はシュペッサルト山地に由来する。

## 艦歴
「シュペッサルト」は、1970年代にデンマークの船会社トルキルドセン&オルセン（Terkildsen & Olsen A/S）がリベリア船籍タンカー「オカピ（Okapi）」として1974年にレンズブルクのクレーガー造船所（de:Kröger-Werft）で建造されたが、短期間は同社所有であったが売却が決定され、1976年3月18日にドイツ海軍が購入する。「オカピ」は「シュペッサルト」に改名され1977年9月23日に就役し、補給艦隊に配属され当初はキールを母港としていた。
1994年に補給艦隊は解隊し「シュペッサルト」は2個に編成された補給戦隊に転属する。1997年4月1日に補給戦隊は補助艦艇隊に統合される。
2009年3月にアタランタ作戦を支援するため12名の兵士と共にソマリア沖に派遣される。同年3月29日に商船と誤認したソマリア沖の海賊とみられる7人に襲撃され、救難信号を発しつつ、拳銃で応戦してこれを撃退し、その後ギリシャ海軍「F 454 プサラ」、オランダ海軍「F 802 デ・ゼーヴェン・プロヴィンシェン」、スペイン海軍「F 82 ビクトリア」、アメリカ海軍「LHD-4 ボクサー」の艦載ヘリコプターなどで襲撃者を5時間に渡って追跡して拘束し、「F 209 ラインラント＝プファルツ」に移送された。
第2機動隊群補助艦艇隊に所属し、ヴィルヘルムスハーフェンを母港としている。